# International Model United Nations of Alkmaar

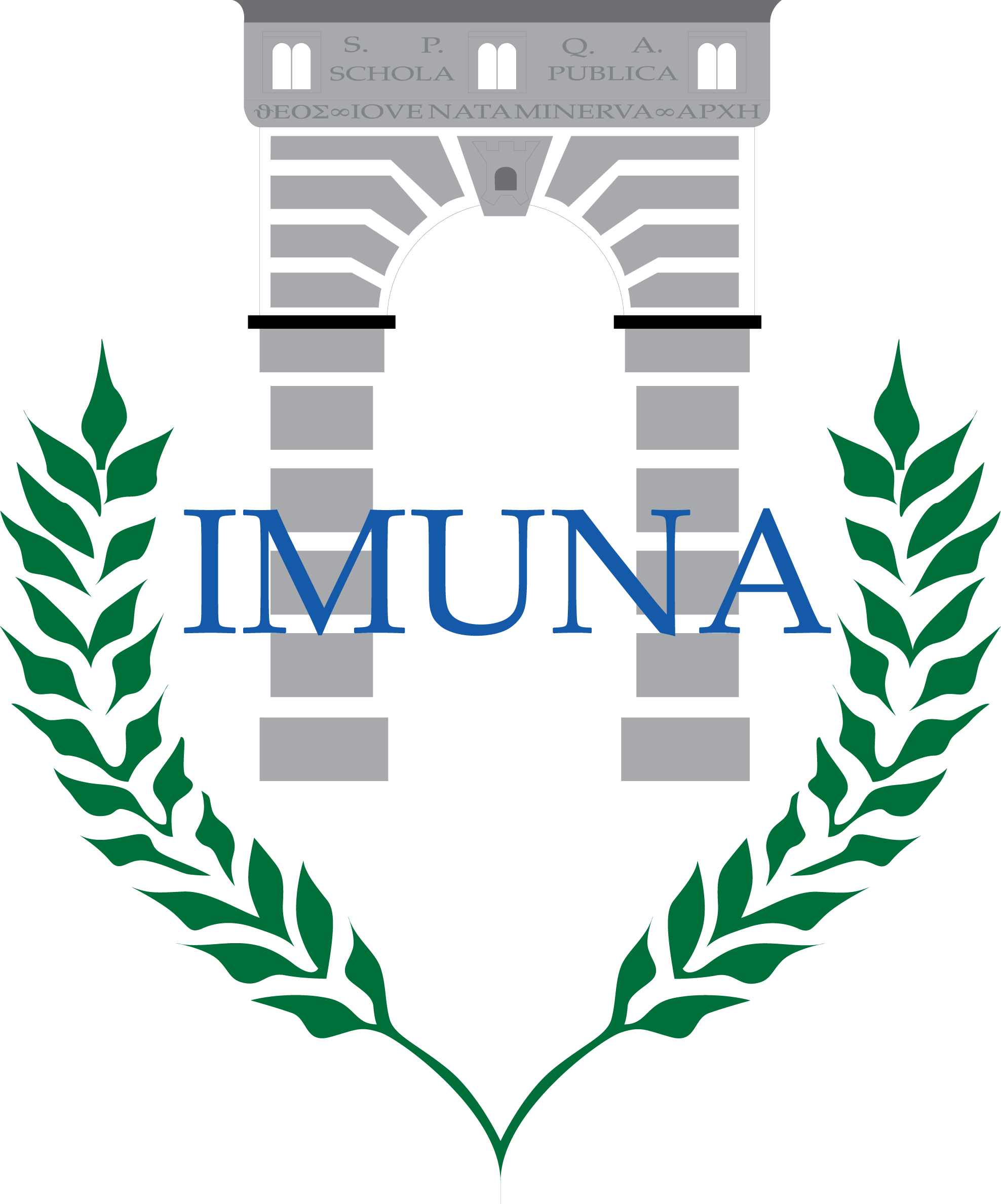
Stichting I.M.U.N.A.

International Model United Nations of Alkmaar (IMUNA) is een internationale jongerenconferentie die jaarlijks wordt georganiseerd door leerlingen van het Murmelliusgymnasium. Op deze conferentie worden de Verenigde Naties zo goed mogelijk in het Engels nagebootst. Leerlingen van scholen uit heel Europa komen naar Nederland om deel te nemen aan deze conferentie.

## Geschiedenis
In 1993 werd IMUNA opgericht door enkele enthousiaste scholieren van het Murmelliusgymnasium. Deze leerlingen waren geïnspireerd door THIMUN, het grootste MUN-congres ter wereld, dat gehouden wordt in Den Haag. Nog steeds is IMUNA officieel aan THIMUN gelieerd. In de daarop volgende jaren is IMUNA uitgegroeid tot een omvangrijke en vooraanstaande conferentie die elk jaar meer deelnemers aantrekt.

## Doelstellingen
Doelstellingen van MUN zijn meestal tweeledig. Ze trachten creatief en consensusgericht denken te stimuleren, en jongeren leren handelen vanuit verschillende standpunten zoals dat noodzakelijk is bij het oplossen van wereldbedreigende problemen, en om respect te hebben voor andermans standpunten. Bij een MUN leren jongeren te spreken in het openbaar, en hun taalvaardigheid in het Engels te verbeteren, aangezien dit de voertaal is van de meeste MUN conferenties.

## Structuur
Elke leerling vertegenwoordigt een aan hem/haar toegewezen land in de verschillende fora. De fora komen overeen met die van de echte Verenigde Naties en bespreken specifieke onderwerpen.
Zo zijn er op IMUNA meestal drie committees: Disarmament Committee (ontwapening), Human Rights Committee (mensenrechten), Political Committee (internationale politiek-juridische en financiële zaken). Deze drie comités komen samen in de plenaire vergadering, de General Assembly, waarin rapporten van de comités worden besproken en nieuwe onderwerpen worden geïntroduceerd. Verder zijn er drie bijzondere fora:
- Security Council: Deze raad staat bekend als de Veiligheidsraad, het meest invloedrijke adviesorgaan van de VN die beslissingen neemt ten aanzien van situaties die de internationale vrede en veiligheid bedragen.
- Economic and Social Council: De ECOSOC (Nederlands: Economische en Sociale Raad) is het voornaamste adviesorgaan van de Algemene Vergadering en de Veiligheidsraad en speelt een coördinerende rol ten aanzien van de activiteiten van suborganen en suborganisaties van de Verenigde Naties en non-gouvernementele organisaties.
- NAC: De Noord Atlantische Raad (North Atlantic Council) is het centrale bestuursorgaan van de Noord-Atlantische Verdragsorganisatie (NAVO). Dit forum behandelt onderwerpen met betrekking tot trans-Atlantische militaire samenwerking en militaire operaties.

## Stichting I.M.U.N.A.
De organisatie van IMUNA ligt sinds 1995 in handen van Stichting I.M.U.N.A. De stichting is opgericht op 24 april 1995 en houdt kantoor in het Murmelliusgymnasium. Stichting I.M.U.N.A. kent drie organen: Board of Directors, Executive Staff en Board of Advisors.
Board of Directors
Het stichtingsbestuur draagt de titel Board of Directors en is eindverantwoordelijke voor IMUNA. De Board of Directors bestaat uit twee leerlingen, twee leraren en een oud-leerling van het Murmelliusgymnasium. Binnen het bestuur worden de posities van secretaris en penningmeester altijd toevertrouwd aan leerlingen.
Executive Staff
De dagelijkse leiding van Stichting I.M.U.N.A. wordt gevoerd door de Executive Staff. De Executive Staff wordt gevormd door een tiental leerlingen van het Murmelliusgymnasium. De Executive Staff bestaat over het algemeen uit de volgende posities:
- Secretary-General (tevens Secretaris Stichting I.M.U.N.A.)
- Deputy Secretary-General
- Financial Manager (tevens Penningmeester Stichting I.M.U.N.A.)
- Art Director
- Deputy Art Director
- Housing Coordinator
- Head of Catering Services
- Deputy Head of Catering Services
- Head of Administrative Affairs
- Head of Promotions
- Head of Information Technologyy
- Deputy Head of Information Technology

De secretaris van het bestuur wordt naar voren geschoven om de rol van Secretary-General op zich te nemen. De penningmeester van het bestuur wordt Financial Manager. De Secretary-General is voorzitter van de Executive Staff, en besluit over de invulling van de verschillende posities.
Board of Advisors
Het adviesorgaan van de stichting draagt de titel Board of Advisors. De Board of Advisors bestaat uit personen die in het verleden een functie hebben vervuld binnen de Executive Staff. Zij adviseren leden van de Executive Staff en leden van de Board of Directors over de te nemen besluiten.